# New England Holocaust Memorial

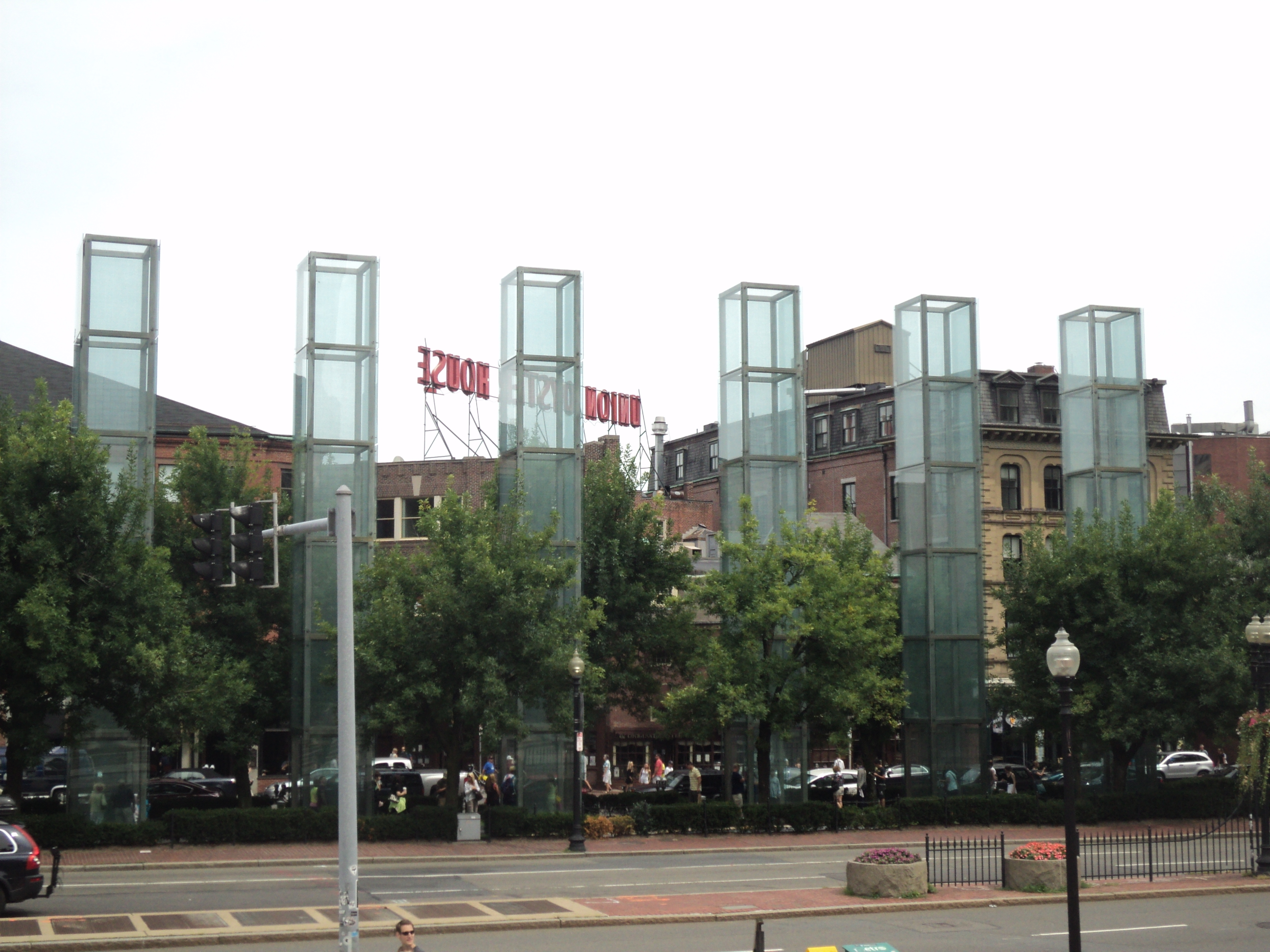
Die Gedenkstätte von der Treppe der Boston City Hall aus gesehen.

Das New England Holocaust Memorial ist eine Gedenkstätte in Boston im Bundesstaat Massachusetts der Vereinigten Staaten. Es erinnert an die während des Holocaust getöteten Juden.

## Beschreibung
Das Denkmal wurde von Stanley Saitowitz entworfen und 1995 errichtet. Es besteht aus sechs gläsernen Türmen, durch die Besucher hindurchgehen können. An den Außenwänden jedes Turms sind Gruppen von Nummern eingraviert, welche die knapp 6 Millionen Opfer des Holocaust repräsentieren. Im Inneren der Türme befinden sich Inschriften mit Zitaten und kleineren Geschichten von Überlebenden.
Jeder der Türme symbolisiert eines der großen Vernichtungslager Majdanek, Chełmno, Sobibor, Treblinka, Bełżec und Auschwitz. Sie können aber auch als Menora interpretiert werden, so dass jeder der Türme für eine Million getötete Juden steht, oder auch als Symbol für die sechs Jahre von 1939 bis 1945, in denen die Massenvernichtung stattfand.
Jeder Turm besteht aus 24 Glas-Paneelen. 22 davon weisen jeweils Inschriften mit siebenstelligen Nummern auf, auf den beiden verbleibenden Platten befinden sich Texte. Insgesamt gibt es am Denkmal 132 Paneele mit Nummern, wobei jedoch jedes davon identisch mit den anderen ist. Eine einzige Platte enthält 17.280 unterschiedliche Nummern, die sich über das gesamte Denkmal hinweg wiederholen. Sie sind in acht Spalten und zehn Reihen von Blöcken angeordnet, von denen jeder Block wiederum Sets von sechs Nummern in einem Raster von sechs Spalten und sechs Reihen enthält. Insgesamt gibt es 2.280.960 Nummern auf den 132 Platten.
Eine der Inschriften lautet:

The Raspberry
 ILSE, A CHILDHOOD FRIEND of mine,
 once found a raspberry in the camp
 and carried it in her pocket all day
 to present to me that night on a leaf.
 IMAGINE A WORLD in which
your entire possession is
one raspberry and
 you gave it to your friend.

„Die Himbeere
 Ilse, eine Freundin von mir aus der Kinderzeit,
 fand eines Tages eine Himbeere im Lager
 und trug sie den ganzen Tag in ihrer Tasche,
 um sie mir in der Nacht auf einem Blatt zu geben.
 Stell dir eine Welt vor, in der
 dein ganzer Besitz eine einzige Himbeere ist und
 du sie deinem Freund geschenkt hast.“

## Sonstiges
Die Gedenkstätte befindet sich innerhalb des Carmen Park in der Nähe der Faneuil Hall und des Freedom Trail, was das Denkmal zu einer beliebten Touristenattraktion macht. Das Bauwerk gehört zum Boston National Historical Park.